# 劉師舜 (1900年)
刘师舜（1900年—1996年8月3月）字琴五，江西宜丰天寶鄉辛會村人，生于湖南湘鄉，中华民国政治人物。

## 生平
1900年，生于湖南湘鄉。1920年，自北平清华学校毕业后，赴美国留学，先后获得约翰·霍普金斯大学学士、哈佛大学硕士、1925年，獲哥伦比亚大学博士。同年归国，任清华大学教授。1927年，任国民政府外交部条约委员会委员。1930年12月，任国民政府立法院立法委员。1940年7月，任外交部欧洲司司长。次年，被任命为中国驻加拿大首任公使，1944年，升格为大使。1947年4月，任外交部政务次长。后来赴台湾。
1956年至1958年，任中华民国驻墨西哥大使。他还曾任驻联合国代表等职务。1958年退休后，中华民国政府要他返台定居，他却侨居美国加利福尼亚州普林斯顿。
1986年，宜丰县志办公室致函刘师舜，征集县志资料，刘师舜复信表示对宜丰县修志“自当竭尽绵薄”，随函寄来自己的《传略》及其他著作和史料。1988年，宜丰县图书馆向其征集地方文献资料，刘师舜寄来部分著译《墨庄刘氏之创始与蕃衍》。1994年，宜丰县编写年鉴，刘师舜寄来自己的著作、译作及相关史料。
1996年8月3月，刘师舜病逝于普林斯顿，葬於纽约。

## 著作
- 英译《中诗选辑》
- 英译陈立夫《四书道贯》
- 英译吴沃尧《二十年目睹之怪现象》
- 英译《唐宋八大家文选》
- 英译改译《四书》
- 英译改译《中诗续辑》
- 中译英诗《沙场寻父行》
- 著作《出使加拿大回忆》
- 文章《再论陶渊明原籍》，论证陶渊明原籍宜丰县，先后发表于《东方杂志》、《江西文献》[5]。

## 家庭
- 远祖：刘大成，曾任清朝湖北省竹山县知县，因公殉难，入祀宜丰县忠义祠。
- 曾祖：刘如玉，历任宁远县知县，直隶州知州，受曾国藩器重，入祀宜丰县乡贤祠。
- 祖父：刘茶生，清朝末年曾任湖南省常宁县、龙山县、湘乡县知县；中华民国时期，历任零陵县、进贤县、嘉定县县长。刘师舜正是在祖父任湘乡县知县时，出生于湘乡县[5]。